# Державна Рада Кореї
Держа́вна Ра́да (кор. 議政府, 의정부, МФА: [ɰidʑoŋbu]) або Ийджонбу  — головна центральна урядова установа в Кореї епохи середньовіччя і нового часу. Рада міністрів  династії Чосон, найвищий орган влади в 15 — 19 століттях. Виконував роль кабінету міністрів держави. В європейській історіографії часто перекладається як «Державна рада Чосону».
Заснована у 1500 році, на базі Таємної ради. Ліквідована у 1910 році.
Очолювалася головним міністром, Верховним радником йонийджоном (領議政), що займав 1-й старший чиновницький ранг. Йому допомагали два міністри: лівий (左議政) і правий радники (右議政) також рангу. Членами ради також ще чотири міністри: лівий (左賛成) і правий заступники радників (右賛成) 1-го молодщого рангу, та лівий (左参賛) і правий (右参賛) помічники заступників радників; двоє прислужників (舎人) 4-го старшого рангу і один писар (検詳) 5-го старшого рангу.
Ийджонбу займалася розглядом і вирішенням питань, пов'язаних з управлінням країною, надавала поради вану, а також корегувало роботу Шести міністерств.

## Посади
| Ранг       | Посада                                        | Особа |
| ---------- | --------------------------------------------- | ----- |
| 1 старший  | Головний державний радник (領議政, йонийджон) | 1     |
| 1 старший  | Лівий державний радник (左議政, чваийджон)    | 1     |
| 1 старший  | Правий державний радник (右議政, уийджон)     | 1     |
| 1 молодший | 좌찬성 우찬성                                 | 1     |
| 2 старший  | 좌참찬 우참찬                                 | 1     |
| 4 старший  | 사인(舍人)                                    | 2     |
| 5 старший  | 검상(檢詳)                                    | 1     |
| 8 старший  | 사록(司錄)                                    | 2     |